# Ana de la Reguera
Anabell Gardoqui de la Reguera, conocida como Ana de la Reguera (Veracruz, Veracruz; 8 de abril de 1977), es una actriz mexicana de cine, teatro y televisión. Ha participado en varias telenovelas y en el cine, incluidas algunas películas de Hollywood.

## Biografía
Hija de Augusto Gardoqui y de su esposa Nena de la Reguera, periodista y personalidad de televisión que fue Miss Veracruz.
Ana de la Reguera empezó sus estudios de cine y artes en el Instituto Veracruzano de Cultura y fue anfitriona de Pasarela en Televisa Veracruz. Más tarde estudió con Rosa María Bianchi, Patricia Reyes Spíndola, Hugo Argüelles, Odin Dupeyron y Rafael López Miarnau, entre otros más en el Centro de Educación Artística Eugenio Cobo (CEA) de Televisa.
Su carrera de actuación empezó con el rol en la telenovela Azul (1996), seguida por Pueblo chico, infierno grande (1997), por el cual recibió el premio Heraldo por mejor actriz femenina, y Desencuentro, que fue su tercera telenovela bajo la dirección de Ernesto Alonso.
Tentaciones (1998) marcó su comienzo con Producciones Argos. Obtuvo su primer rol protagónico en el año 2000 como la protagonista juvenil de la telenovela Todo por amor.
Cara o cruz fue su primera telenovela, coproducida entre Argos Comunicación y Telemundo, la cual fue hecha para la audiencia hispana en los Estados Unidos. Luego fue retransmitida en México, por el canal independiente CNI. Participó en la telenovela Por ti de TV Azteca y la miniserie escindida de Pedro el escamoso, Como Pedro por su casa la cual fue una coproducción entre Caracol Televisión de Colombia y Telemundo.
En el año 2007, de la Reguera fue protagonista del vídeo musical de la canción No se me hace fácil, interpretada por el cantante mexicano Alejandro Fernández.

## Carrera en el cine
Su carrera en el cine se inició en Por la libre, bajo la dirección de Juan Carlos de Llaca. Más tarde actuaría en la película Un secreto de Esperanza y en 2003 Ladies' Night, al lado de Ana Claudia Talancón. En 2005 estelarizó Gitanas, transmitida por Telemundo en los Estados Unidos. Luego realizó Así del precipicio y Sultanes del sur.
El papel por el que se dio a conocer fuera de América Latina fue el de la Hermana Encarnación en Nacho Libre, película de Jared Hess, director de Napoleon Dynamite.
En 2006, fue anfitriona de los Premios MTV Latinoamérica al lado de la banda Molotov.
Reguera también participó en cintas como Sultanes del Sur y Paraíso Travel, del colombiano Simón Brand, estrenada en 2008, y en la película A Happy Death.
Igualmente participó con Argos Comunicación en la serie de HBO Latinoamérica Capadocia, al lado de Dolores Heredia, Cecilia Suárez y otras actrices latinoamericanas.
Inició el 2009 con el estreno en cine de Backyard: El traspatio, dirigida por Carlos Carrera, donde Ana de la Reguera interpreta a Blanca, una policía que investiga un asesinato que la conduce a la larga serie de asesinatos de mujeres: los cientos de mujeres que han sido asesinadas en los últimos años en Ciudad Juárez, en el estado de Chihuahua, en la frontera México-Estados Unidos.
En 2010 intervino en la película Cop Out, protagonizada por Bruce Willis y Tracy Morgan, con quienes comparte escena. Ella interpreta a Gabriela, una mexicana que se ve envuelta en una serie de incidentes cuando un par de policías la descubren en el maletero de un coche. Para este trabajo, la actriz debió decir sus líneas por completo en español.
Además, participa en la adaptación de la célebre obra Otelo, de William Shakespeare, la cual se presenta en el Centro Cultural Universitario de la UNAM.
Una aparición reciente en el cine es en la película mexicana Hidalgo: La historia jamás contada, dirigida por Antonio Serrano, al lado de Demián Bichir, en la que el actor interpreta a Miguel Hidalgo y ella a una mujer con la que él tiene una relación que la Iglesia católica aún considera prohibida.
En 2011 participó en la película Cowboys & Aliens donde interpretó a una mujer que es secuestrada por los aliens.

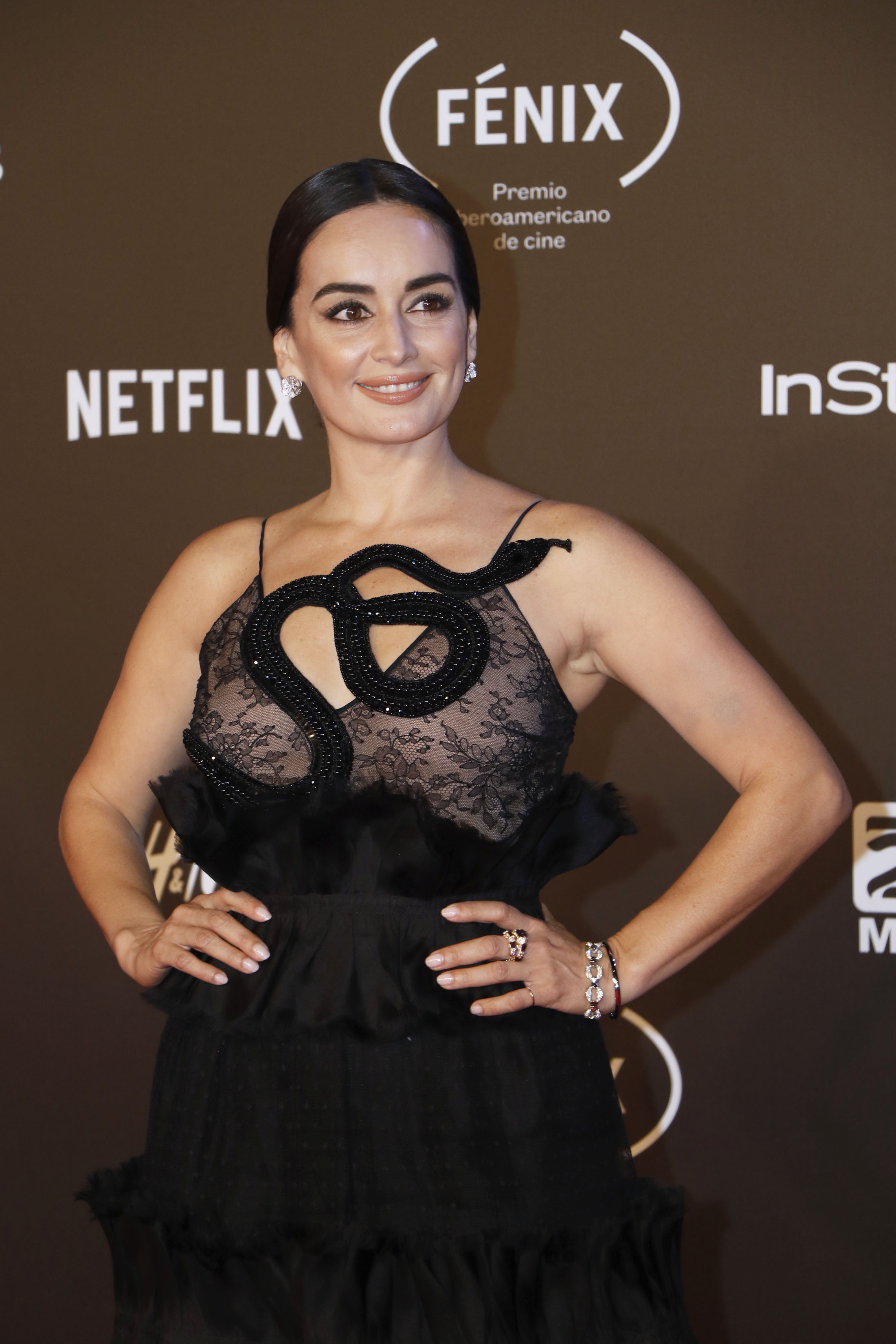
Ana de la Reguera en 2017

## Filmografía
| Año        | Película                                     | Rol                     | Notas                |
| ---------- | -------------------------------------------- | ----------------------- | -------------------- |
| 2000       | Por la libre                                 | María                   |                      |
| 2002       | Un secreto de Esperanza                      | Lety                    |                      |
| 2003       | Ladies' Night                                | Ana                     |                      |
| 2006       | El Caco                                      |                         |                      |
| 2006       | Nacho Libre                                  | Hermana Encarnación     |                      |
| 2006       | Así del precipicio                           | Lucía                   |                      |
| 2007       | Sultanes del Sur                             | Mónica Silvari          |                      |
| 2008       | Paraíso Travel                               | Milagros                |                      |
| 2009       | Empire State                                 | Ellen Cochrane          |                      |
| 2009       | Backyard: El traspatio                       | Blanca                  |                      |
| 2010       | Cop Out                                      | Gabriela                |                      |
| 2010       | Di Di Hollywood                              | Rita Marlow             |                      |
| 2010       | Hidalgo: La historia jamás contada           | Josefa Quintana         |                      |
| 2011       | Cowboys & Aliens                             | María                   |                      |
| 2014       | El crimen del Cácaro Gumaro                  | Claudianita             |                      |
| 2016       | Macho                                        |                         |                      |
| 2017       | Everything, Everything                       | Carla                   |                      |
| 2020       | El rey de todo el mundo                      | Sara                    |                      |
| 2020       | Army of the Dead                             | Cruz                    |                      |
| 2021       | The Forever Purge                            | Adela                   |                      |
| 2023       | ¡Que viva México!                            | Mari                    |                      |
| Televisión |                                              |                         |                      |
| Año        | Título                                       | Rol                     | Notas                |
| 1996       | Azul                                         | Cecilia                 | Telenovela           |
| 1997       | Pueblo chico, infierno grande                | Priscila Amezcua Ruan † | Telenovela           |
| 1997       | Desencuentro                                 | Beatriz                 | Telenovela           |
| 1998       | Tentaciones                                  | Fernanda Segovia        | Telenovela           |
| 2000       | Todo por amor                                | Lucía García Dávila     | Telenovela           |
| 2001       | Cara o cruz                                  | Mariana Medina/Aída     | Telenovela           |
| 2002       | Por ti                                       | María                   | Telenovela           |
| 2003       | Como Pedro por su casa                       | Astrid                  | Serie de televisión  |
| 2003       | Luciana y Nicolás                            | Luciana                 | Telenovela           |
| 2004       | Gitanas                                      | María Salomé            | Telenovela           |
| 2008-2010  | Capadocia                                    | Lorena Guerra           | Serie de televisión  |
| 2009       | Empire State                                 | Ellen Cochrane          | Episodio piloto      |
| 2010       | Eastbound & Down                             | Vida                    | Serie de televisión  |
| 2010       | Royal Pains                                  | Carmen                  | Serie de televisión  |
| 2014       | Anger Management (capítulo 52, II Temporada) | Livi                    | Serie de televisión  |
| 2015       | The Blacklist (capítulo 18, II Temporada)    | Vanessa Cruz            | Serie de televisión  |
| 2016       | Narcos                                       | Elisa Alvarado          | Serie de televisión  |
| 2017-2018  | Power                                        | Alicia Jiménez          | Serie de televisión. |
| 2018-2019  | Goliath                                      | Marisol Silva           | Serie de televisión  |
| 2020-2023  | Ana                                          | Ana                     | Serie de televisión  |
| 2024       | Ojitos de huevo                              | Bea                     | Serie de televisión  |
| 2025       | Papá soltero                                 | Actuación especial      |                      |

## Radio
| 2001
| La Recompensa
|
| Radionovela

## Spotify
2022 | | Podcast | | Montserrat

## Premios y reconocimientos

### Diosas de Plata
| Año  | Categoría                                      | Película                           | Resultado |
| ---- | ---------------------------------------------- | ---------------------------------- | --------- |
| 2004 | Mejor Coactuacion Femenina                     | Ladies' night                      | Ganadora  |
| 2007 | Mejor Actriz                                   | Así del precipicio                 | Ganadora  |
| 2010 | Diosa de Plata Dolores del Río por Trayectoria |                                    | Ganadora  |
| 2011 | Mejor Actriz                                   | Hidalgo: La historia jamás contada | Nominada  |

### Premios ACE
| Año  | Categoría                 | Telenovela | Resultado |
| ---- | ------------------------- | ---------- | --------- |
| 2004 | Mejor actriz protagonista | Gitanas    | Nominada  |

### Premios Juventud
| Año  | Categoría                       | Trabajo | Resultado |
| ---- | ------------------------------- | ------- | --------- |
| 2010 | Actriz que se roba la pantalla! | Cop Out | Nominada  |

### Premios CANACINE
| Año  | Categoría    | Trabajo                            | Resultado |
| ---- | ------------ | ---------------------------------- | --------- |
| 2011 | Mejor Actriz | Hidalgo, la historia jamás contada | Ganadora  |
| 2010 | Mejor Actriz | Backyard: El traspatio             | Ganadora  |

### Premios El Heraldo de México
| Año  | Categoría                  | Telenovela                    | Resultado |
| ---- | -------------------------- | ----------------------------- | --------- |
| 1997 | Mejor Actriz de Televisión | Pueblo chico, infierno grande | Ganadora  |
| 2001 | Revelación en cine         | Por la libre                  | Ganadora  |